# Czarliński

Herb Czarliński, wariant podstawowy

Czarliński (Sówka, Sowa odmienny) – kaszubski herb szlachecki, według Przemysława Pragerta odmiana herbu Sowa.

## Opis herbu
Herb występował przynajmniej w czterech wariantach. Opisy z wykorzystaniem zasad blazonowania, zaproponowanych przez Alfreda Znamierowskiego:
Czarliński I (Sówka, Sowa odmienny): W polu błękitnym sowa szara z uniesionymi skrzydłami, siedząca na pieńku o trzech gałązkach obciętych, naturalnym. Klejnot: nad hełmem w koronie pięć piór pawich. Labry prawdopodobnie błękitne, podbite srebrem.
Kasper Niesiecki zrekonstruował ten wariant nieco inaczej. U niego sowa siedziała na gałęzi wyrosłej z pieńka, miała złożone skrzydła, zaś klejnotem były pióra strusie. Juliusz Karol Ostrowski daje w klejnocie ogon pawi.
Czarliński Ia (Czarliński von Schedlen, Sówka, Sowa odmienny, Sowa II, Nieczuła odmienny): Sowa ma złożone skrzydła, pieniek gałązkę z prawej rozwidlającą się w trzy zakończone liśćmi, stoi na murawie zielonej.
Czarliński Ib (Czarliński von Schedlen, Sówka, Sowa odmienny, Sowa III): Sowa srebrna, ma złożone skrzydła, stoi na wprost, pieniek złoty z trzema korzeniami i po jednym listku na stronę. Klejnot to ogon pawi.
Czarliński II (Sówka odmienny): Sowa ze złożonymi skrzydłami siedzi na gałęzi wygiętej łukowato. Barwy nieznane, klejnotu, hełmu, korony i labrów brak.

## Najwcześniejsze wzmianki
Wariant podstawowy wymieniany przez Ostrowskiego (Księga herbowa rodów polskich), Niesieckiego i Bonieckiego (Herbarz polski). Wariant Ia pochodzi od Dachnowskiego (Herbarz szlachty Prus Królewskich z XVII wieku), przytacza go także Ostrowski (jako Sowa II) i Franciszek Piekosiński (Herold Polski). Wariant Ib pojawia się u Ostrowskiego (jako Sowa III). Wariant II to herb z nagrobka Barbary Czarlińskiej z Czarlina, zmarłej 23 stycznia 1620, znajdujący się w kościele Dominikanów w Tczewie.

## Rodzina Czarlińskich
Średniozamożna rodzina szlachecka biorąca nazwisko od wsi Czarlin na Kociewiu. Jej protoplastą miał być rycerz Minaute z Czarlina, wymieniany w latach 1334, 1346, 1352. Pragert podejrzewa, że był to rycerz pruski, osiadły na Pomorzu Gdańskim. Kolejne wzmianki o rodzinie pochodzą z 1452 (Baltazar, Krzysztof), 1487 (de Schedlin Czarlińska), 1565 (Krzysztof, Paweł, Jurek, dzierżawcy Rękieczkie (Klonówka) pod Gniewem), 1570 (Andreas a Schedlin w Żelistrzewie, Andreas a Schedlin w Łostowicach, Paulo a Schedlin w Lubieszynie, Krzysztof Czarliński w Klonówce). W latach późniejszych ród dzielił się na wiele linii, dziedziczących na Kaszubach, Kociewiu, ziemi chełmińskiej, dobrzyńskiej i Prusach Wschodnich. W wieku XVII i XVIII oprócz gniazdowej miejscowości, posiadali jeszcze działy we wsiach: Bałdowo, Biemierko, Bukowiec, Pawłowo, Stanisławie, Sucumin, Szpęgawsk, Ulkowy, Warcimierko, Cieszenie, Kobysewo, Kujaty, Młynek, Niesiołowice, Podjazy, Węsiory, Czeczewo, Dobrzewino, Karczemki, Kczewo, Kłosowo, Tokary, Żelistrzewo. Jeden z członków rodziny miał nawet posiadać dobra pod Kownem. Czarlińscy nie piastowali wysokich urzędów, ale posłowali na sejmy, dzierżawili starostwa i obsadzali niższe urzędy. Czarlińscy byli prawdopodobnie chowani w jednej z kaplic bocznych kościoła Podwyższenia Krzyża Świętego w Tczewie. Znani są: ławnicy tczewscy: Krzysztof Czarliński 1550-1565, Jan w 1592, Krzysztof 1606-1621, Hektor 1606-1622, Jan 1634-1663, który był także wicewojewodą pomorskim w latach 1660-1663, Samuel 1664-1676, który był także sędzią tczewskim w latach 1676-1688, ławnik świecki Stanisław w latach 1744-1767. Jan Karol, zmarły 1665 miał być opatem pelplińskim od 1649. Samuel był wojskim derpskim i posłem z pomorskiego na sejm elekcyjny w 1674. Kolejne wzmianki dotyczą: Andrzeja, podstolego bracławskiego w 1702, piotra, stronnika Augusta III z powiatu tczewskiego w 1733, Stanisława, posła z poznańskiego na elekcję Stanisława Augusta w 1764. W 1772 hołd królowi pruskiemu składał Piotr von Schedlin-Czarliński z Kobysewa. W wieku XIX rodzina walczyła o utrzymanie polskości Pomorza. Do działaczy w tej dziedzinie zaliczają się: Felicjan Schedlin-Czarliński (1804-1881), jego synowie Emil (1833-1913), Leon (1835-1918), Eugeniusz (1838-1920). Synem Emila był Felicjan Czarliński (1868-1921), a Leona – Adam Leon Michał Czarliński-Schedlin (1870-1956). Zasłużonymi postaciami byli także Leon Czarliński (1860-1929), Leon III Czarliński (1899-1939) i Roman Wawrzyniec Czarliński (1868-1931).

## Herbowni
Czarliński (Czarleński). Rodzina przybierała też przydomki odmiejscowe: Knibawski (Knibowski) oraz zniemczone nazwisko Schedlin, spolszczane następnie na Szedliński bądź Schedliński.
Juliusz Karol Ostrowski przypisuje jeszcze Czarlińskim przydomek de Sterlin. Ponadto wariant opisywany przez Pragerta jako odmianę Ia (u Ostrowskiego Sowa II), przypisuje też innym rodzinom szlacheckim: Sowińskim w ziemi ciechanowskiej i Sowkom na Żmudzi. Jest to pewna sprzeczność z tym, że herb tutaj opisywany miał być herbem własnym Czarlińskich (tak opisuje go Pragert). Być może wynika ona z faktu, że nazwy Sowa, Sówka nadawano często różnym herbom z motywem sowy (Sowa, Bartliński).
Istniała rodzina Piechowskich herbu Leliwa, którzy przejściowo osiedli w Czarlinie i na ten czas przyjęli nazwisko Piechowski-Czarliński lub tylko Czarliński.